# Nervion
Pour les articles homonymes, voir Nervion (homonymie).
Le Nervion (Nervión en castillan, Nerbioi en basque) est un fleuve de la péninsule ibérique, qui parcourt le nord de l'Espagne et se jette dans le golfe de Gascogne ou mer Cantabrique.
Il s'unit à  l'Ibaizabal pour former la ria de Bilbao, aussi appelée Ría de Nervión ou Ría de Ibaizábal.

## Géographie
Il naît sur la province d'Alava, à la limite de la province de Burgos (Castille-et-León). Il rassemble là de petits ruisseaux provenant des Altos de Corral, de Bagate et Urkabustaiz d'une part et du Massif de Gor à l'ouestobel / Salbada d'autre part, dans la cordillère Cantabrique. Quelques kilomètres après sa source, il forme la chute du Nervion (eu:Delikako ur-jauzia / es:salto del Nervion), la plus haute chute d'eau dans la péninsule ibérique avec 222 mètres de dénivellation. 

Il continue ensuite par le canyon de Delika en direction nord-est. Il descend par la vallée appelée du Nervion jusqu'à entrer dans la province de Biscaye, près du village d'Orduña. Dans la commune de Basauri, il conflue avec l'Ibaizabal, rivière au débit et à la longueur semblables, puis se divise sur le reste de la comarque du Grand Bilbao, traversant la capitale sous le nom de Ria de Bilbao (aussi connue comme Ria d'Ibaizabal), pour atteindre l'embouchure dans le golfe de Gascogne, entre les communes de Portugalete et de Getxo.
Dans ses premiers tronçons, pendant les époques estivales, lorsqu'il n'y a pas de pluies ni de neige sur les montagnes, son débit est très faible et il n'a presque pas d'eau.

## Hydrologie
Le fleuve parcourt 72 kilomètres depuis sa naissance jusqu'à son embouchure dans la mer. Il court en direction sud-ouest - nord-est. L'influence des marées atteint les 15 kilomètres à l'intérieur des terres, approximativement jusqu'au vieux quartier (Casco Viejo) de Bilbao.

## Affluents

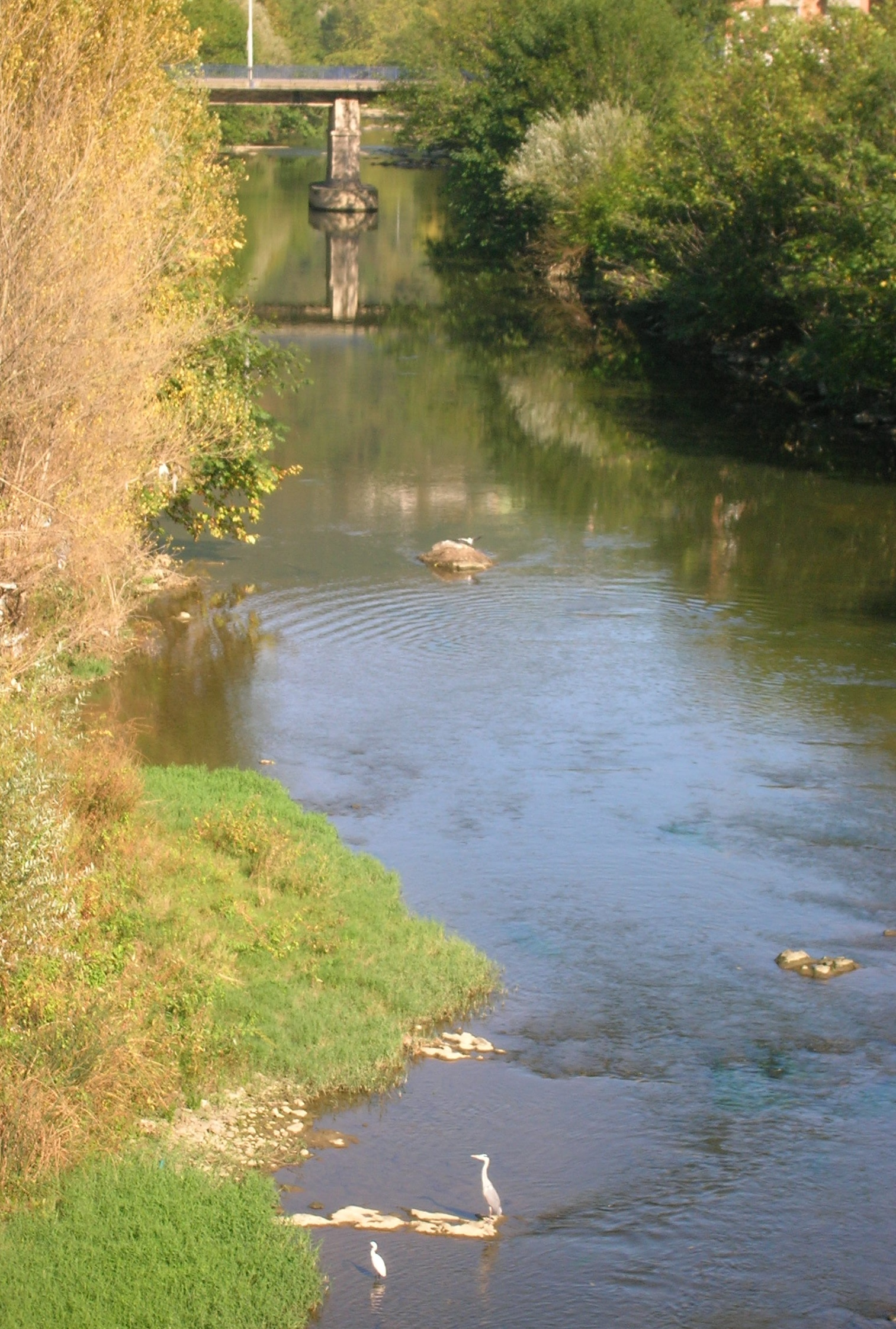
Nervion-Ibaizabal à Etxebarri

La rivière Ibaizabal est généralement considérée comme le principal affluent du Nervion (sur la rive droite). D'autres auteurs considèrent que l'Ibaizabal est la rivière principale et qu'elle a son principal affluent, le Nervion, sur sa rive gauche. D'autres appellent tout le système Nervion-Ibaizabal
Les affluents du Haut-Nervion) (avant l'union avec l'Ibaizábal) sont l'Altube, l'Orozco, le Ceberio, les cours de Zollo et d'Azpiunza.
Les affluents de la Ria de Bilbao prennent aussi la forme de petites rias à l'embouchure. Celles-ci sont :
- Cours d'eau de Buya.
- Rivière Kadagua, qui reçoit les sous-affluents :
  - Cours d'eau d'Otxaran.
  - Rivière Artxola.
  - Cours d'eau de Ganekogorta.
- Rivière Asua, qui reçoit les sous-affluents :
  - Cours d'eau de Derio.
  - Cours d'eau de Loiu.
- Rivière Galindo, qui reçoit les sous-affluents :
  - Rivière Castaños.
  - Cours d'eau Ballonti.
- Rivière Gobelas, qui reçoit les sous-affluents :
  - Eguzkiza.
  - Udondo.

## Histoire et économie
L'origine du nom de la rivière Nervion n'est pas claire pour les auteurs. Certains le mettent en rapport avec la Peña Nervina de 920 mètres, zone où elle saute à proximité de Delika (Chute du Nervion). D'autres l'ont mis en rapport avec l'empereur romain Nerva. Il semble plus vraisemblable que l'on ait affaire à une racine *nerb apparentée au basque *narb bien documenté dans la toponymie (voir aussi Narbonne). Elle a aussi été appelée Nervio ou Nansa.
Depuis d'anciens temps, le passage d'Orduña qui unissait la plaine intérieure de l'Espagne avec la vallée du Nervion a eu un grand poids économique. Pendant le Moyen Âge, elle a servi de limite naturelle entre la Seigneurie de Biscaye et les comtés de Castille, en percevant un péage dans ce point. À travers les siècles, la vallée du Nervion a été un corridor d'importance vitale pour la communication de la Biscaye avec le reste de l'Espagne. La principale par l'intermédiaire du chemin de fer depuis Bilbao au reste du pays qui a été construite en 1863 en suivant le cours de la rivière.
En même temps, Bilbao a développé une importante activité commerciale, étant le port le plus important de toute la côte nord de l'Espagne. Cette activité dépendait complètement de la navigabilité des 15 derniers kilomètres de la rivière. Vu cette situation, l'ingénieur Evaristo de Churruca y Brunet a mené à bien un projet énorme pour développer le port extérieur.
Actuellement, la rivière Nervion a perdu son importance économique, et sa navigabilité est abandonnée pour permettre le développement urbain sur ses rives après le démantèlement de l'industrie.

## Environnement
Après un siècle d'activité industrielle intense dans la rivière, et plus particulièrement sur les derniers 25 km, celle-ci était morte écologiquement, avec des niveaux d'oxygène 20 % inférieur à la normale, faisant d'elle une des rivières les plus polluées au monde. En 1990, les autorités locales ont lancé un plan pour remédier à cette situation en visant une amélioration constante de la qualité de l'atmosphère et en tentant d'obtenir la restitution partielle de la faune et de la flore.
Fait par Nadine la reine du monde